# Влодзімеж Ґнєвош
Влодзімєж Іполіт Ґнєвош гербу Равич (пол. Włodzimierz Hipolit Gniewosz; 1838 — 17 лютого 1909) — польський поміщик та політик, громадський діяч, дідич Золотого Потоку.

## Життєпис

Герб Равич

Народився 1838 року. Син Александра та його дружини Кароліни з Осташевських (пол. Karolina Ostaszewska) Ґнєвошів. Виховувався в маєтку в родинному Тшцянцю (пол. Trszciańcu) у Добромильському повіті Королівства Галичини та Володимирії.
Замолоду служив офіцером війська Австрійської імперії. 20 вересня 1875 р. в Яссах купив маєток у місті Золотий Потік (від імені 10 попередніх співвласників — жидів Фрідманів з роду цадиків Садгори, яких представляв Абрагам Янкель Фрідман), став тут постійно мешкати. 1876 року половину маєтку переписав на дружину Марію. Брав участь в діяльності «Галицького товариства господарчого» (член від 1874 року, член комітету в 1885–1904 рр.), в «Товаристві кредитовім земськім» (заступник, потім президент окружного виділу в Бучачі (1883–1907 рр.), в товаристві забезпечень взаємних (член ради надзірної (наглядової) 1882–1908 рр., віцепрезидент 1898–1905 рр.), Товаристві бджолино-городному (президент у Бродах у 1880 р., член головної управи 1890–1893 рр.), Товаристві кулок рільничих (член головного виділу 1893 р.), ліги допомоги промислової (член виділу 1907–1908 рр.). У 1875–1876 рр. працював у повітовій раді Городенки, у 1880–1885 рр. — у Бучачі (як член виділу з курії великої власності), 1898–1905 рр. — член ради ґмін міських у Бучачі.
З дозволу Окружного суду мав повноваження (1880–1894 рр., 1899–1907 рр.) окружного таксатора земських маєтностей. 1906 року став членом надзірної (наглядової) ради «Уніон-банку» у Львові. З 1875 року цісарсько-королівський шамбелян.
У 1891–1907 роках був послом Ради панів Райхсрату від курії великої власності округу Сянік. Один з провідних польських діячів, під кінець життя став близьким до народних демократів. 1903 року захищав засади єдності армії Австро-Угорщини проти автономістів. Під час дискусії з Ігнацієм Дашинським казав: «Так, є чорно-жовтим!»
8 листопада 1898 року всенімецький посол Вольф, критикуючи сторонництво урядове, назвав поляків з трибуни народом (пол. posożytów); В. І. Ґнєвош, визначений для цього Польським колом райхсрату, сказав, що такий вуличник як Вольф, не має права ображати поляків. Відбулась дуель на шаблях, в якій В. Ґнєвош був поранений в плече (пол. ramie), що дало йому значну популярність у краї. Під кінець життя склав з себе значну частку повноважень.

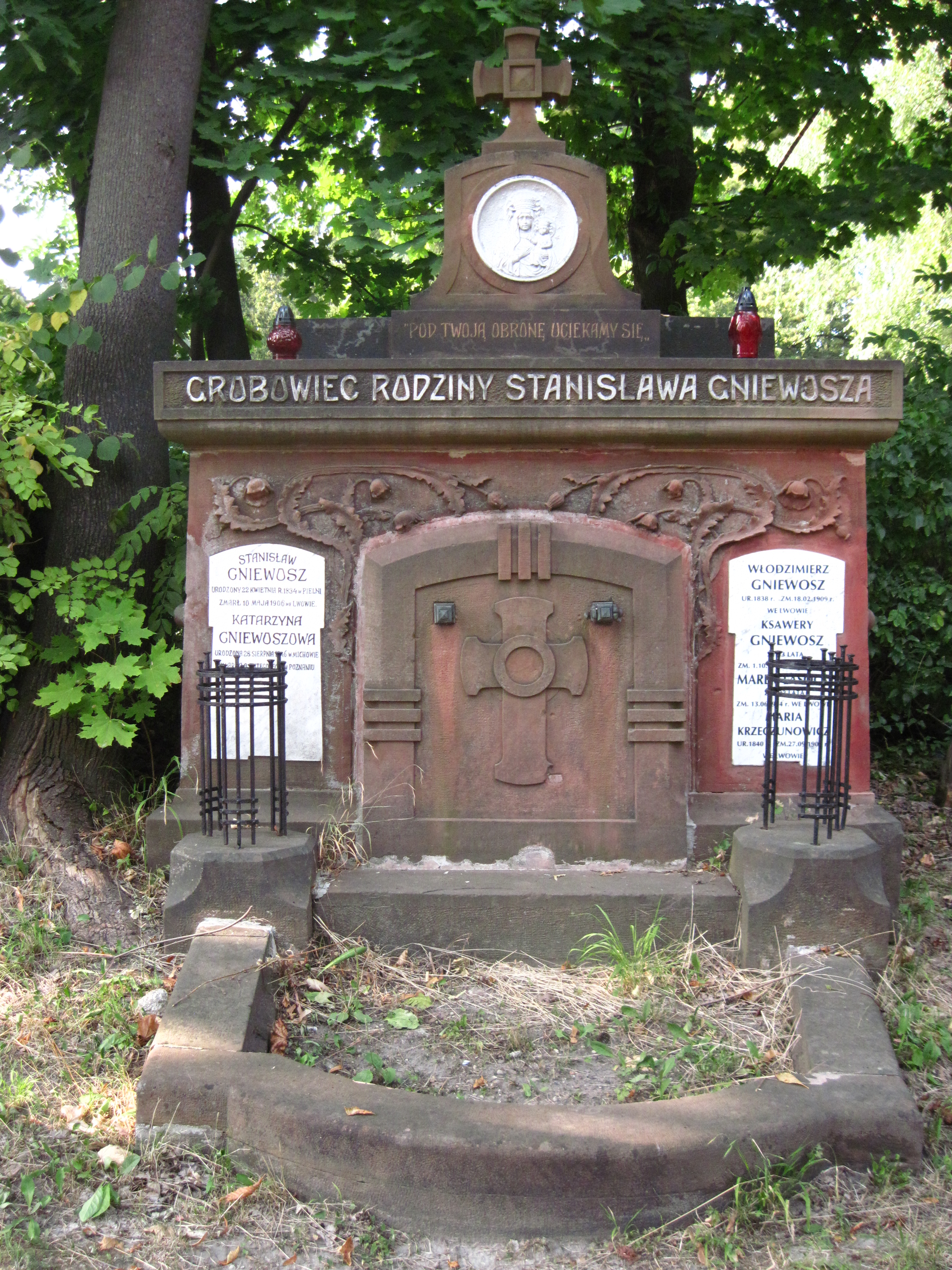
Гробівець Ґнєвошів, Личаків, 2015

Сприяв будівництву в Золотому Потоці «ратуші», яку в заповіті передав для користування Товариству шкіл людових(народних). Причетний до будівництва державної гімназії в Бучачі та колонії літніх у Риманові. Надав кошти для будівництва Церкви Святої Трійці в Золотому Потоці.
Помер 1909 року, похований на Личаківському цвинтарі Львова.

## Відзнаки
У 1898 році нагороджений орденом Залізної Корони III ступеня.

## Сім'я
Був одружений з Марією Кшечунович вірменського походження. Діти:
- Александер (25.07.1873 — 30.09.1930, Золотий Потік), дідич Золотого Потоку, дружина — Ружа Цєнська, кузина кс. Яна Ценського
- Гелена (1874–1947)
- Ядвіґа (1875–1936), дружина Шавловського
- Влодзімеж Міхал (16.04.1876 — 1944), дружини: Ґоленґйовська (померла у 26 років), Котковська
- Ян Люц'ян (11.02.1881 — 04.1882)[9]